# Jérôme Christ
Pour les articles homonymes, voir Christ.
Jérôme Christ, né le 4 avril 1938 à Illkirch-Graffenstaden (Bas-Rhin) et mort le 26 octobre 2023 à Strasbourg, est un joueur français de basket-ball qui est à compter de 2003 président de la section professionnelle du club du Strasbourg Illkirch-Graffenstaden Basket.

## Biographie
Jérôme Christ joue pour l'équipe de France de 1957 à 1964, participant à deux championnats d'Europe (en 1959 et 1961) et aux Jeux olympiques d'été de 1960.
En 2003, il devient président de la section professionnelle du Strasbourg Illkirch-Graffenstaden Basket qui est champion de France en 2005.
Jérôme Christ s'éteint le 26 octobre 2023 à l'âge de 85 ans,.

## Palmarès
Équipe de France
- 58 sélections entre 1959 et 1961
- Jeux olympiques
  - 10e en 1960 à Rome
- Championnat d'Europe
  -  3e en 1959
  - 4e en 1961

## Sources
- Fiche de Jérôme Christ sur le site de la Fédération française de basket-ball
- (en) Profil olympique de Jérôme Christ sur sports-reference.com (archivé)